# Elodes fuscipennis
Elodes fuscipennis är en skalbaggsart som beskrevs av Guérin. Elodes fuscipennis ingår i släktet Elodes och familjen mjukbaggar. Inga underarter finns listade i Catalogue of Life.